# Airport (film)
Airport è un film del 1970 diretto da George Seaton e tra gli altri interpretato da Burt Lancaster, Dean Martin e George Kennedy; tratto dal romanzo omonimo del 1968 scritto da Arthur Hailey (pubblicato in Italia nel 1970 dall'editore Dall'Oglio), incentrato sugli incontri-scontri di caratteri diversi.
È il primo film di una serie di quattro pellicole: uscirono in seguito Airport '75, Airport '77 e Airport '80.

## Trama
Sul volo Chicago-Roma c'è un uomo disperato e coperto di debiti, il quale intende far saltare in aria l'aereo affinché la moglie possa riscuotere l'assicurazione sulla vita stipulata in aeroporto. Il comandante Demerest quasi riesce a dissuaderlo ma un passeggero maldestro fa degenerare la trattativa e l'uomo si rinchiude nella toilette e si fa esplodere. Fortunatamente l'esplosione avviene nella coda dell'aereo, limitando così il danno alla zona posteriore, ma la conseguente decompressione creatasi risucchia il dinamitardo fuori dall'aeroplano, una hostess rimane seriamente ferita e alcuni passeggeri accusano contusioni. L'equipaggio mantiene il sangue freddo e riesce a riportare l'aereo danneggiato a Chicago, atterrando malgrado una tempesta di neve su una pista inagibile a causa di un aereo bloccato, liberata all'ultimo istante dal personale di terra.

## Produzione

### Regia
Nel film si fa largo uso dello split screen, specie nelle scene in cui due o più persone parlano al telefono e nelle comunicazioni tra la torre di controllo e l'aeroplano.

### Il set
La maggior parte delle riprese è stata eseguita all'Aeroporto Internazionale di Minneapolis-Saint Paul di Minneapolis. A tutt'oggi una targa posta nel terminal recita: "Minnesota's legendary winters attracted Hollywood here in 1969, when portions of the film Airport were shot in the terminal and on the field. The weather remained stubbornly clear, however, forcing the director to use plastic 'snow' to create the appropriate effect" (lett. "I leggendari inverni del Minnesota hanno attirato Hollywood qui nel 1969, quando parti del film Airport sono state girate nel terminal e sul campo. Il tempo è rimasto ostinatamente sereno, tuttavia, costringendo il regista a utilizzare la "neve" di plastica per creare l'effetto appropriato").
Solo un Boeing 707 è stato utilizzato nelle riprese: si trattava del N324F, un Boeing 707-349C, affittato dalla Flying Tiger Line. Sulla coda dell'aereo venne aggiunto il logo della compagnia aerea immaginaria "Trans Global Airlines" (TGA).
Il 21 marzo 1989 lo stesso aereo si schiantò mentre stava atterrando all'Aeroporto di San Paolo-Guarulhos di San Paolo del Brasile.
Lancaster e Martin guadagnarono molti soldi da questa produzione poiché entrambi avevano una percentuale sugli incassi del box-office.

### Cast
L'attrice Jean Seberg, che nel film interpreta Tanya Livingston, dipendente dell'Aeroporto nonché amante del direttore (Burt Lancaster), che aveva avuto da poco una animata discussione con il proprio marito giungendo alla conclusione che avrebbero divorziato, morì suicida nove anni dopo a 40 anni.

## Sequel
Il film vanta ben tre seguiti. In essi l'unico personaggio ricorrente è l'addetto alla manutenzione degli aerei Patroni, interpretato dall'attore George Kennedy in tutti e quattro i capitoli della serie.
- Airport '75 (Airport 1975)
- Airport '77 (Airport '77)
- Airport '80 (The Concorde: Airport '79)

In realtà il personaggio di Joe Patroni si evolve nei tre capitoli successivi, diventando via via direttore delle operazioni, consulente ed esperto pilota.
Nel 1979 Ruggero Deodato diresse un epigono italiano del film: Concorde Affaire '79.
Nel 1980 il trio di autori Zucker-Abrahams-Zucker realizzò la parodia L'aereo più pazzo del mondo (Airplane!).

## Riconoscimenti
- 1971 - Premio Oscar
  - Miglior attrice non protagonista a Helen Hayes
  - Candidatura Miglior film a Ross Hunter
  - Candidatura Miglior attrice non protagonista a Maureen Stapleton
  - Candidatura Migliore sceneggiatura non originale a George Seaton
  - Candidatura Migliore fotografia a Ernest Laszlo
  - Candidatura Migliore scenografia a Alexander Golitzen, E. Preston Ames, Jack D. Moore e Mickey S. Michaels
  - Candidatura Migliori costumi a Edith Head
  - Candidatura Miglior montaggio a Stuart Gilmore
  - Candidatura Miglior sonoro a Ronald Pierce e David H. Moriarty
  - Candidatura Miglior colonna sonora a Alfred Newman

- 1971 - Golden Globe
  - Miglior attrice non protagonista a Maureen Stapleton
  - Candidatura Miglior film drammatico
  - Candidatura Miglior attore non protagonista a George Kennedy
  - Candidatura Miglior colonna sonora a Alfred Newman
- 1971 - Premio BAFTA
  - Candidatura Miglior attrice non protagonista a Maureen Stapleton